# Nicolai Moltke-Leth
Nicolai Moltke-Leth (født 1970) er en tidligere jægersoldat og løjtnant af reserven, der også er kendt som sociolog, foredragsholder og sportsudøver.
Han er uddannet i Forsvaret og er kandidat i sociologi. Nicolai Moltke-Leth udgav i 1996 bestselleren Jo, du kan om sine erfaringer fra Jægerkorpset. Han er stifter af Anders Lassen Fonden, som belønner en særlig indsats i militæret eller for humanitært arbejde.
Han er også ekstremsportsudøver i nogle af verdens hårdeste udholdenhedskonkurrencer såsom EcoChallenge og Raid Gauloises, har dyrket bjergbestigning i Europa, Afrika og Himalaya, deltog i Paris-Dakar i 2001 og gennemførte i 2002 på en samlet 25. plads. Han har været programvært på action- og adventureprogrammet 71 Grader Nord og er i dag partner i kursusvirksomheden True North, som afholder læringsforløb for unge og som deler navn med den efterskole han grundlagde.
Siden 2022 har Nicolai været vært på podcasten Changemaker, der sætter fokus på mennesker der skaber en positiv forandring i verden. Han har bl.a. haft Imran Rashid, Chris MacDonald og Rikke Nielsen med som gæster.

## Privat liv
Nicolai er søn af Torben og Merete Moltke-Leth, og har to brødre; Anders og Casper Moltke-Leth. 
Nicolai Moltke-Leth er gift med Cathrine Moltke-Leth, og sammen har de tre døtre.
|  | Artiklen om Nicolai Moltke-Leth kan blive bedre, hvis der indsættes et (bedre) billede Du kan hjælpe ved at afsøge Wikimedia Commons for et passende billede eller uploade et godt billede til Wikimedia Commons iht. de tilladte licenser og indsætte det i artiklen. |